# Hydropsychidae
Famille
Les Hydropsychidae (hydropsychidés en français) forment une famille d'insectes trichoptères. En Europe, cette famille  comprend trois genres :
- Diplectrona, avec une seule espèce :
  - Diplectrona felix
- Cheumatopsyche, avec :
  - Cheumatopsyche lepida
- Hydropsyche, avec notamment :
  - Hydropsyche fulvipes
  - Hydropsyche pellucidula
  - Hydropsyche contubernalis
  - Hydropsyche saxonica
  - Hydropsyche siltalai Doehler, 1963
  - Hydropsyche augustipennis
  - Hydropsyche guttata